# IC 4027
IC 4027 је спирална галаксија у сазвјежђу Ловачки пси која се налази на листи објеката дубоког неба у Индекс каталогу.
Деклинација објекта је + 37° 8' 27" а ректасцензија 13h 0m 13,8s. Привидна величина (магнитуда) објекта IC 4027 износи 15,0 а фотографска магнитуда 16,0.